# Лютиброд
Лю́тиброд (болг. Лютиброд) — село у Врачанській області Болгарії. Входить до складу общини Мездра.

## Населення
За даними перепису населення 2011 року у селі проживали 355 осіб.
Національний склад населення села:
| Національність   | Кількість осіб | Відсоток |
| ---------------- | -------------- | -------- |
| болгари          | 334            | 98,8%    |
| цигани           | 3              | 0,9%     |
| турки            | 0              | 0%       |
| Всього відповіли | 338            |          |

Розподіл населення за віком у 2011 році:
Динаміка населення: